# 阿尔秋什基诺农村居民点
阿尔秋什基诺农村居民点（俄语：Артюшкинское сельское поселение）是俄罗斯联邦沃罗涅日州安纳区所属的一个农村居民点。其下辖有1个居民点，行政中心为阿尔秋什基诺。据2016年统计，该农村居民点的人口为520人。